# 勘合

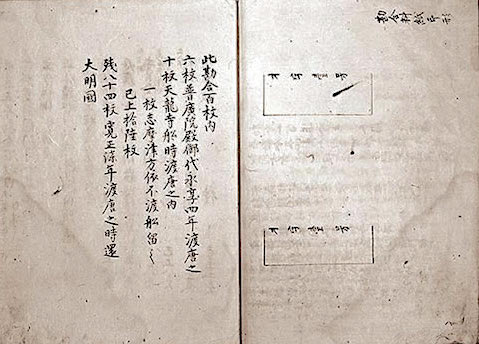
天与清啓の「戊子入明記」に勘合の図（妙智院蔵）

勘合（かんごう）は、日明貿易等に用いられた、明と朝貢国間の正式の来貢、通交船であることを証明する明が発行した割符。勘合符（かんごうふ）とも称され、勘合を「勘合符」の略と解説する辞書・事典類も多いが、中国側において公式に用いられた用語は勘合であり、日本においても江戸時代以後に用いられた「勘合の符」という呼称の略として用いられた俗称が勘合符であったと考えられている。

## 概要
勘合とは、元来は「（2つのものを）考え合わせる」という意味で、これが転じて2つの札を突き合わせて立証を行う証明書のことも「勘合」と呼ぶようになった。「勘合」は、一定の使命を帯びた使者が真正であることを証明するために所持しており、古い時代には「符」と称されていたが、唐宋以後はもっぱら「勘合」の名称が用いられていた。中国王朝においては、六部が発行権限を有しており、
- 官吏の赴任・公務出張
- 使者の派遣
- 軍隊の動員・移動（調軍）
- 税糧など財物の収支・出納
- 工匠などの人員徴発

などを目的として発行された。中国王朝内での勘合には特に名称が無かったが、十干・十二支・二十八宿・六芸などから一字を勘合の際に用いた。例えば、兵部では北方の6関への勘合に六芸（礼楽射御書数、山海関であれば「数」）を割り当て、底簿を中央と現地の関それぞれに1扇ずつ備え、出張の必要がある場合には中央から裏面に出張者の氏名と目的が記された勘合1枚の交付を受け、現地にて関側が持つ底簿と照合してその出張が正規のものであることを確認した。この方法は礼部が発行する外国との交通許可証や貿易許可証に対しても用いられ、それらのことも「勘合」と称した。
明の勘合は、明の洪武16年（1383年）にシャムやチャンパに与えられたのを最初として、東アジアの50か国程度に与えられた。勘合の主な目的は、朝貢国と明との国家間の位置づけを明確にすること（中華思想）と公私船の区別を行うことである。日本をはじめとする多くの国には、明国内と同様の紙の勘合が与えられていたが、全ての国が同じではなかった。例えば、チベット系の西蕃では銅製の金牌信符が勘合の代わりとして与えられており、現在のラオスやミャンマー方面にあった諸国家に対しては金牌信符と勘合が併用されている事例があった。さらに朝鮮や琉球に対しては歴代国王の明への忠義を評価して勘合を免除し、国王の表文をもって朝貢を許した。
当時の私船（民間貿易）は、倭寇に代表される手荒い貿易方法で、元の衰退を惹起させる程で看過できないものであった。明は日本（幕府）に倭寇の取り締まりを求め、幕府も公船で貿易を行ない、私貿易を禁止すれば、既存の民間貿易の利得を幕府側で一手に引き受けることが可能になるという目論見から、勘合を用いる貿易が推し進められることとなった。日本では、応永11年（1404年）に明の永楽帝から派遣された使者が足利義満に冠服・金印とともに｢日本国王之印｣のある永楽勘合を送ったのが最初である。
明、朝貢国の双方が、勘合と勘合底簿を持ち合う。日明間では、日字勘合（日字号勘合）と本字勘合（本字号勘合）があり、日字勘合は明の礼部が、本字勘合は日本の室町幕府がそれぞれ100枚ずつ保有した。同様に勘合底簿も日字勘合底簿と本字勘合底簿が存在し、それぞれ2扇が存在した。うち、それぞれ1扇ずつは明の礼部にて保管され、残り1扇ずつのうち日字勘合底簿は室町幕府に、本字勘合底簿は明が日本船の寄港地と定めた寧波が所属する浙江布政司が所持した。
本字勘合（百道：本字一号 - 百号）を日本の遣明船が寧波に持参し、浙江布政司が所有する本字勘合底簿と照合する。遣明船は本字勘合を一号から順次持参し、浙江の布政司（行政府）と北京の礼部で底簿と2度照合される。礼部で照合された本字勘合は礼部に回収された。逆に明側は日字勘合（百道：日字一号 - 百号）を日本に持参し、日本側の所有している日字勘合底簿と照合する。
皇帝の代替わりごとに新しい勘合が発給されるのが原則であったが、日明間で現在存在が確認されているのは、永楽・宣徳・景泰・成化・弘治・正徳の勘合である。ただし、新しい勘合が発給される際には古い勘合や底簿は全て明の礼部に返却されることになっていたため、最終的には明側に勘合は全て回収されることとなっていた。

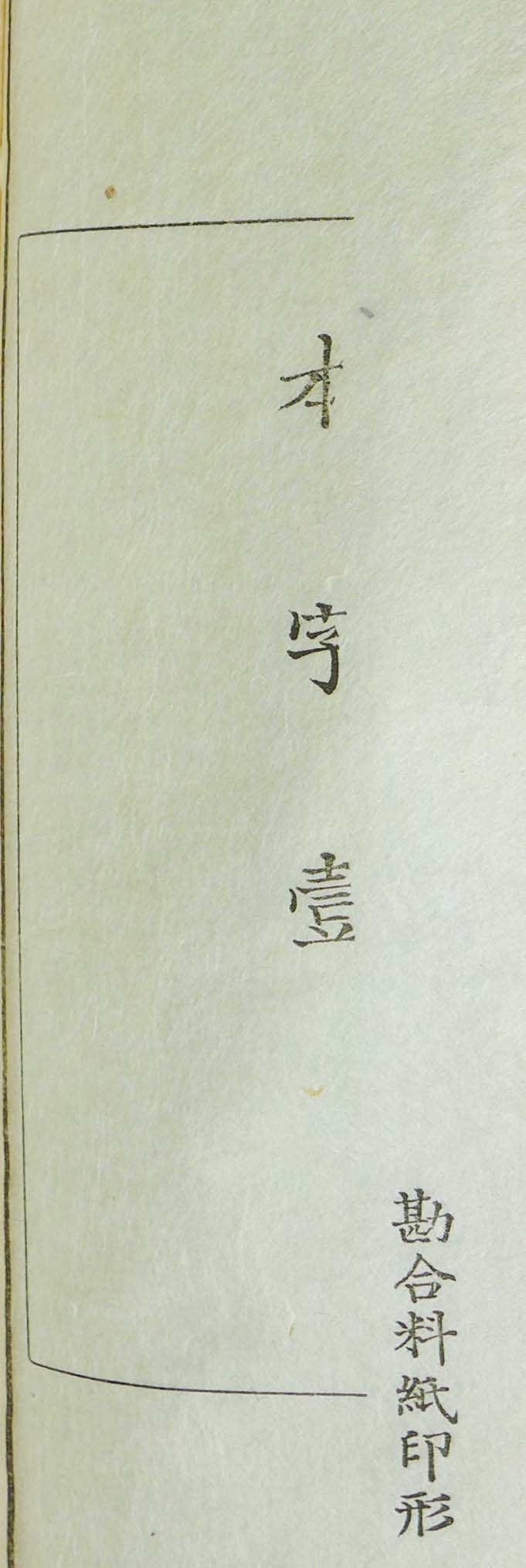
戊子入明記の例図

勘合の実物は残されていないが、禅僧の天与清啓が明への渡航を記録した『戊子入明記』（天龍寺妙智院所蔵）に「本字壱号」（本字壹號）の勘合の例図が描かれている。基本的には、朱墨の半印がされた文字と、筆記の漢数字（一方は朱：赤で記載）のある大きめの縦長（縦：82cm 横：36cm）の紙で、裏面には献上物、数、付帯貨物、正使以下の乗船者数などを記入したもの。以下に実例を示す。
- 「宇字參拾参號半印勘合」
- 「宇字参拾伍號半印勘合」
- 「宇字肆拾貳號半印勘合」
- 「仁字第七十四號半印勘合符」
- 「義字第壹號半印勘合符」
- 「宙字参號半印勘合」

なお、『戊子入明記』には明の礼部が出した咨文（制書、中国側の官庁と朝貢国の国王の間で交わされる公文書）の写しが所収されており、その中で「勘合一百道」「底簿二扇」の語が見られることから、勘合が中国側による正式名称であったことが判明する。また、『戊子入明記』の日本側記述にある「勘合料紙」「勘合百枚」をはじめ、『蔭涼軒日録』（「勘合紙」（寛正6年6月14日条）「宣徳之勘合」「景泰之勘合」（長享元年10月29日条）など）、『善隣国宝記』（「日字勘合」・「本字勘合」）、『節用集』（「勘合」）など、当時の日本側史料においても「勘合」が正式名称であったことが確認できる。
実は後世に知られる「勘合符」の呼称が初めて登場するのは、弘治3年（1557年）の大内氏の滅亡によって日明間の公式な外交関係が途絶してから半世紀以上も経過した慶長15年（1610年）に江戸幕府老中本多正純が福建総督に充てて日明の国交回復と貿易再開を要請した書簡中にあった「索勘合之符」という文言であり、日明間で実際に貿易が行われていた時期の文献や記録からは「勘合（之）符」という言葉は検出されていない。そのため、勘合を他の割符と区別するために「勘合の符」などと呼称されていたものが省略されて「勘合符」という呼称が発生したものと考えられており、江戸時代以後に定着した俗称の域を出ない呼び名であると考えられている。